# Carlos Morimoto
Carlos Eduardo Morimoto é um ex-escritor de livros técnicos e programador brasileiro, criador da distribuição Linux Kurumin e fundador do site Guia do Hardware (atual Hardware.com.br).

## Trabalho
Publicou diversos livros na área de hardware, redes, Linux e informática em geral. Entre seus livros mais conhecidos, estão Redes e Servidores Linux, Linux: Ferramentas Técnicas, Kurumin 7, Guia Prático (estes atualmente disponíveis para leitura online) e os novos Redes, Guia Prático, Servidores Linux, Guia Prático, Hardware, o Guia Definitivo, Smartphones, Guia Pŕatico, e Linux, Guia prático.
Os livros foram publicados através de sua própria editora, a GDH Press, em parceria com a Sul Editores. Em adição à publicação de livros, Morimoto manteve até 2014 o Guia do Hardware, um fórum de perguntas e informações sobre informática.
Durante as horas vagas, desenvolveu, em conjunto com diversos colaboradores, o Kurumin Linux, seu projeto mais conhecido. Morimoto manteve o desenvolvimento da distribuição até a versão 7.0r3, depois do qual o sistema foi descontinuado por ele estar trabalhando em outros projetos e pela falta de colaboradores.
Boa parte do seu trabalho é publicado sob licenças livres.

## Vida
Carlos Morimoto começou a programar com sete anos criando programas em BASIC, e aos 13 já trabalhava com manutenção de microcomputadores.[carece de fontes?] Aos 17 publicou seu primeiro livro, Hardware PC, lançado pela editora Book Express. Embora formado em análise de sistemas, diz se considerar um autodidata.[carece de fontes?]
Teve seu primeiro contato com o Linux em 1998 após comprar um CD do Conectiva Linux 2.0 (Marumbi). 1 ano depois, fundou o site Guia do Hardware, que usaria para publicar seus trabalhos. Em 2001 publicou o livro Entendendo e Dominando o Linux, disponibilizado online gratuitamente. Em 2003 iniciou o desenvolvimento do Kurumin Linux, e em 2005 fundou sua própria editora de livros técnicos, a GDH Press.[carece de fontes?]

### Afastamento da Informática e do Guia do Hardware
Em 28 de Fevereiro de 2014, Morimoto publicou um texto no Guia do Hardware afirmando que as mudanças na informática tornaram o trabalho no portal obsoleto, e que a equipe chegou à conclusão que "o melhor seria partir para outros projetos". Julio César Bessa Monqueiro, colaborador do Guia do Hardware, também informou que Morimoto se afastaria do mesmo para dedicar-se integralmente à religião Hare Krishna, publicando trabalhos sobre a mesma.

## Prêmios
Em 2003, Carlos Morimoto foi eleito à categoria de Personalidade nacional nos Favoritos da Comunidade Linux Brasileira, mantida pelos usuários do BR-Linux. Também foi eleito à mesma categoria em 2004, 2005, 2006 e 2007.